# Arckanum
Az Arckanum svéd black metal zenekar 1993-ban alakult Johan "Shamaatae" Lahger vezetésével, aki az egyetlen állandó tag. Arckanum jelentése: "valami rejtett”. Shamaatae íróként okkult irodalommal is foglalkozik.

## Története
Shamaatae a Grotesque zenekarban dobosként erősítette a zenekart, majd kiválva egy technikás death metal zenekart alakított a Disinterment. Ebből a projectből egy demót sikerült felvenni, majd pár koncert után feloszlottak. 1992 végén Shamaatae úgy döntött, hogy visszatér a black metal vonalhoz, így született meg az Arckanum. 1993-1994-ben 4 próbatermi felvételt vagy demót vett szalagra a zenekar. Az ezt követő években születtek meg az Arckanum teljes arculatát meghatározó albumok, amik az ősi északi hangulatot, egyfajta érzésvilágot teremtett: Fran marder (1995), Kostogher (1997), Kampen (1998). Ezek az albumok bizonyították, hogy az Arckanum a tradicionális black metal zenekarok egyike. 
Az Antikosmos 2008-as megjelenése  áttörést jelentett, egy az antikozmikus filozófiában és szellemiségében megjelent műről van szó. Shamaatae könyveket kezdett írni azokról a témákról, amik az Antikosmos műben is fő szerepet kaptak. Pan, óskandináv hagyományok, rovásírásos boszorkányság, kozmikus sátánizmus, előtérbe helyezve  a sátáni és káosz-gnosztikus elképzeléseket.

Shamaatae az egyedüli dalszerző :

„Egyedül szerzem a zenét, és az összes szöveg a saját mágikus gyakorlatomból és megértéséből keletkezik egy teljesen más atmoszférában.”

## Diszkográfia
Albumok
- Fran marder (1995)
- Kostogher (1997)
- Kampen (1998)
- Antikosmos (2008)
- ÞÞÞÞÞÞÞÞÞÞÞ (2009)
- Sviga læ (2010)
- Helvítismyrkr (2011)
- Fenris Kindir (2013)

Egyéb kiadványok
- Demo (1993)
- Trulen (demo, 1994)
- Boka Vm Kaos (EP, 2002)
- Kosmos Wardhin Dræpas Om Sin / Emptiness Enthralls (Split, 2003)
- Kaos Svarta Mar / Skinning the Lambs (Split, 2004)
- The 11th Year Anniversary Album (Compilation, 2004)
- Antikosmos (EP, 2008)
- Grimalkinz Skaldi (EP)
- Arckanum / Sataros Grief (Split, 2008)
- Þyrmir (EP, 2009)